# 邵依雯
邵依雯（1995年3月10日—），浙江杭州人，中国游泳运动员。

## 簡歷
2010年，邵依雯代表中国參加廣州亞運會游泳比賽的女子400米自由泳及800米自由泳兩個項目，奪得一金一銀。
2012年，邵依雯代表中国出戰英國倫敦舉行的奥林匹克运动会游泳比賽女子400米自由泳及800米自由泳賽事。